# Автошлях О 020202
Автошля́х О 020202 — автомобільний шлях довжиною 12,1 км, обласна дорога місцевого значення в Вінницькій області. Пролягає по Гайсинському та  Тульчинському районах від міста Бершадь до села Жабокрич.